# Ternana Calcio
Ternana Calcio é um clube de futebol italiano da cidade de Terni, na província da Úmbria. Atualmente disputa a Serie C, equivalente à terceira divisão do país.

## História
A equipe foi fundada em 1925 como Terni FBC, entretanto, dificuldades financeiras obrigaram a mudança do nome, para Unione Fascista Ternana. Foi refundada em 1993, ganhando o nome atual. Participou por duas vezes da Série A italiana (1972-73 e 1974-75).
Manda os seus jogos no Stadio Libero Liberati, com capacidade para 22.000 torcedores. Seu principal rival é o Perugia. Suas cores são verde e vermelho.
 
|}